# 足羽龍屬
足羽龍屬是種小型、有羽毛的手盜龍類恐龍，化石發現於中國的道虎溝化石層。足羽龍可能比始祖鳥還要古老，雖然道虎溝化石層的地質年代仍未確定。有些測量認為該地層屬於早白堊紀，但最近的放射性定年法顯示該地曾屬於侏羅紀中期末（1億6800萬年前），到侏儸紀晚期（約1億6400萬年前到1億5200萬年前）之間。
足羽龍的屬名Pedopenna指的是牠們蹠骨上的長正羽；種名daohugouensis則是指正模標本的發現地道虎溝。道虎溝足羽龍身長可能約1公尺，或者更小；但因為足羽龍僅有發現後肢化石，因此很難估計牠們的身長。足羽龍最初被分類於近鳥類的恐爪龍下目，近鳥類包含鳥翼類與牠們的最近親；某些研究人員提出足羽龍屬於鳥翼類，親緣關係接近於現代鳥類，而離恐爪龍下目較遠。

## 敘述
足羽龍的腳掌類似馳龍科與傷齒龍科（兩者組成恐爪龍下目）的腳掌，但足羽龍的腳掌更為原始。足羽龍的第二趾並沒有其他恐爪龍類那樣特化。足羽龍擁有加大的趾爪與稍短的第二趾，並沒有形成牠們近親的高度發展、彎曲、類似鐮刀的趾爪。
徐星與張福成認為道虎溝化石層，即足羽龍化石的發現地，屬於侏儸紀中期到晚期；並將鳥綱演化支的早期物種，例如足羽龍，與許多關係接近的支系中的原始物種作比較，以支持鳥類起源於亞洲的理論。

### 羽毛
足羽龍的類似鳥類傾向，是恐龍與鳥類演化關係的進一步證據。除了非常類似鳥類的後肢結構，足羽龍最特別的特徵是蹠骨上的長正羽。有些恐爪龍類也擁有這些後肢上的羽毛，例如小盜龍，但牠們的足部羽毛與足羽龍的足部羽毛不同。足羽龍的足部羽毛較小，形狀較圓。最長的羽毛稍短於蹠骨，約5.5公分長。另外，足羽龍的足部羽毛是對稱的，而有些恐爪龍類與鳥類的羽毛是不對稱的。因為不對稱的羽毛是典型的飛行動物特徵，足羽龍極可能代表這些羽毛結構的早期發展階段。在化石中，許多這些羽毛的壓痕是脆弱的，但仍很清楚可以看到每根羽毛的羽軸與羽支；而足羽龍的足部羽毛正確數量雖然不確定，但仍比小盜龍的足部羽毛還多。也有證據顯示足羽龍的長足部羽毛之上還有較短的羽毛，這些羽毛是現代鳥類也擁有的覆羽。因為足羽龍的後肢比小盜龍的後肢有較少的氣動力，而且足羽龍的後肢似乎較不堅挺，這些顯示如果這些足羽龍擁有某種氣動力功能，將會比恐爪龍類與鳥類還少。在徐星與張福成對於足羽龍的2005年研究裡，顯示這些羽毛可能是裝飾物，或者是退化的羽毛。後翼可能存在於恐爪龍類與鳥類的身上，但隨後鳥類支系失去了這些後翼，而足羽龍代表者後翼從滑翔功能萎縮，到僅存展示功能的中間階段。